# Base Aèria de Reus
La Base Aèria de Reus fou un establiment militar formar per les instal·lacions militars de l'Exèrcit de l'Aire sorgides a l'entorn de l'Aeroport de Reus, prop de la ciutat de Reus.

## Història
A principis de 1931 es va manifestar la intenció de fundar un Aero Club a Reus, i el 1933 es van comprar els primers terrenys per a instal·lar-hi una pista en una zona plana dedicada a l'avellana. L'Aero Club de Reus va ser inaugurat en 1935 però va suspendre tota activitat durant la Guerra Civil espanyola i el govern va expropiar les instal·lacions, i el 1937 va ser militaritzat i engrandit per la compra de terrenys per l'Exèrcit Republicà, que va convertir-lo en una de les tres bases militars de la zona i una de les bases més importants de l'exèrcit republicà, traslladant la fàbrica de Construcciones Aeronáuticas evacuada de Getafe, en novembre de 1936, i on es construïen els Polikarpov 1-15 xatos, amb l'ajuda d'un grup d'enginyers soviètics. L'Aero Club va tornar a l'activitat aeronàutica a finals dels anys 40 i va comprar la primera avioneta. Tot seguit es va constituir la Escuela de formación de Pilotos.
Després de la guerra, en els terrenys propietat del RAC, les Forces Armades Espanyoles van construir-hi una base militar, i l'Aero Club va quedar arraconat en una petita parcel·la des d'on operava. La Base de Reus va acollir les 25 unitats de Messerschmitt Bf 109 alemanys que van quedar a Espanya en acabar la guerra civil i no es van destinar a l'Esquadrilla Blava i es van enquadrar en el 23 Regimento Mixto de Caza de l'Exèrcit de l'Aire Espanyol i va preveure l'aterratge d'emergència d'algun aparell de guerra estranger. Reus va ser base de la "Escuela de Caza" fins que es va traslladar a Sevilla, i va ser seu de la "Escuela de Suboficiales del Ejército del Aire", tot i que en aquells moments ja es va iniciar un ús compartit amb l'aviació civil.
En ple funcionament disposava d'un check point a l'entrada, casa del coronel de la base, polvorí, pavelló d'oficials, cos de guàrdia, pavellons de tropa i dependències annexes incloent-hi classes per alumnes, pati d'armes, comunicacions, pavelló de l'escola de suboficials (que va existir del 1971 al 1992), plana Major, pavelló de suboficials, i altres dependències, així com tallers, hangars, zona de combustible, intendència, impremta i bombers. El 1997 va ser tancada i l'aeròdrom militar va esdevenir únicament d'ús civil juntament amb totes les seves instal·lacions.
En novembre de 1957 es va iniciar el tràfic aeri civil, i finalment, tancada l'escola l'any 1992, la seva activitat es va centrar exclusivament en l'àmbit civil, tot i que encara va quedar un petit destacament militar. La desafecció militar total va significar el traspàs de la propietat de tots els terrenys i edificis a Aena (ens públic que gestiona tres aeroports més a Catalunya -Girona, Barcelona, i Sabadell).